# Gary Himsworth
Gary Paul Himsworth (sinh ngày 19 tháng 12 năm 1969 ở Appleton-le-Moors, Anh) là một cựu cầu thủ bóng đá người Anh.

## Sự nghiệp
Himsworth đứng thứ 4 trong 10.000 ứng viên tham gia giải bóng đá quốc gia Rising Star, tài trợ bởi Bobby Charlton, khi ông 14 tuổi.